# Série 851 a 872 da CP
A Série 851 a 872, igualmente conhecida como Série 850, corresponde a um tipo de locomotiva a tracção a vapor, utilizada pela Companhia dos Caminhos de Ferro Portugueses entre 1945 e 1969.

## História

### Antecedentes
Durante a Segunda Guerra Mundial, verificou-se uma grande escassez de carvão e outros combustíveis líquidos e sólidos, causando problemas de abastecimento à Companhia dos Caminhos de Ferro Portugueses, cuja frota era composta principalmente por locomotivas a vapor. Para tentar resolver este problema, em 1941 a Companhia experimentou a utilização de óleo combustível nas suas locomotivas, com excelentes resultados, embora esta medida não tenha avançado, devido às dificuldades em importar este combustível. Assim, a Companhia começou a utilizar carvões nacionais e lenhas, mas a sua reduzida capacidade como combustível provocava problemas nas marchas, e graves danos ambientais, uma vez que levou à desmatação massiva junto das estações. Por outro lado, a já avançada idade do parque motor também estava a causar problemas na tracção dos comboios de mercadorias e passageiros, com quase metade das locomotivas de via larga apresentando cinquenta ou mais anos. Desta forma, a empresa iniciou um programa de substituição do material circulante, para abater as locomotivas mais desadequadas às necessidades, fabricar algumas em território nacional, utilizando peças sobressalentes, e importar locomotivas do padrão de guerra, consideradas as mais úteis aos tipos de tráfego praticados em Portugal. Por outro lado, o Ministério da Economia também garantiu o abastecimento de óleo combustível à Companhia, pelo que esta pôde procurar por locomotivas deste tipo.

### Aquisição, montagem, e entrada ao serviço
A CP iniciou várias negociações com importadores estrangeiros, que culminaram com a encomenda de 22 locomotivas à firma American Locomotive Company em 1944, iguais às que estavam a ser utilizadas em grande número na Índia Britânica, que empregava uma bitola semelhante à ibérica. Duas locomotivas deste tipo já tinham sido adquiridas pela Companhia dos Caminhos de Ferro Portugueses da Beira Alta. Com efeito, tinham sido desenhadas segundo os padrões de guerra, sendo portanto muito fiáveis e fáceis de conduzir, mas simples e rápidas de construir, devido ao uso de processos que aceleravam o seu fabrico, como a utilização de peças comuns a outras locomotivas, e que necessitavam de mão-de-obra menos intensiva. Com esta aquisição, a companhia procurou melhorar os seus serviços, especialmente os ónibus, correios e mercadorias. Foram as primeiras locomotivas americanas em Portugal, e as únicas a vapor desta nacionalidade.
Estas locomotivas foram fabricadas em 1944 pela ALCO, tendo chegado a Lisboa desmontadas, entre Junho e Agosto de 1945. As primeiras catorze unidades foram transportadas nos navios Inhambane, São Tomé,  e Gaza. As locomotivas restantes foram transportados noutros navios, incluindo o Amarante. Devido à sua urgente necessidade, foram construídas muito rapidamente, nas oficinas de Santa Apolónia e do Barreiro, sob a orientação dos engenheiros Pedro de Brion, Magalhães Viana, e Valentim Bravo. Com efeito, quando o engenheiro americano Mac Shelley, da firma construtora, veio a Lisboa supervisionar a montagem das locomotivas, viu que uma já tinha sido concluída e estava pronta a funcionar. Esta unidade, que recebeu o número 852, realizou a sua experiência oficial em 30 de Junho de 1945, entre Lisboa e Vila Franca de Xira.
O primeiro comboio rebocado por uma destas locomotivas foi uma composição de mercadorias, com 1200 t, entre as estações de Santa Apolónia e do Entroncamento, em 2 de Julho de 1945, tendo chegado aos 95 Km/h. No início da viagem, estiveram a bordo da locomotiva vários representantes da CP, o Ministro das Obras Públicas, Augusto Cancela de Abreu, o Ministro da Marinha, Américo Tomás, o sub-secretário de estado das comunicações, Roberto de Espregueira Mendes, e director-geral dos caminhos de ferro, Rogério Vasco de Carvalho. Após percorrer uma pequena distância, terminou a visita, e o comboio seguiu para o Entroncamento.

### Vida útil, fim dos serviços, e restauro
Provavelmente, estas locomotivas só realizaram serviços nas linhas a Sul do Rio Douro, tendo sido muito utilizadas, devido à sua potência, nas composições mais pesadas, como nos comboios mineiros originários de Aljustrel, chegando por vezes a rebocar sozinhas oitenta vagões. Apesar da sua fiabilidade, sofreram vários acidentes graves, como três explosões, uma em Albergaria e outra junto a Portela de Mouratos, em São Marcos da Serra, que vitimou a locomotiva n.º 869, em Outubro de 1965.
Com o fim da tracção a vapor na zona Centro, em 1968, foram passadas para o Sul de Portugal, mas logo no ano seguinte também foi extinto o vapor nesta região, pelo que as locomotivas desta série foram parqueadas, para serem desmanteladas. Apenas a 855 sobreviveu, tendo sido preservada no Museu Nacional Ferroviário, no Entroncamento, devido à sua importância como espécime único, do ponto de vista técnico, e aos serviços prestados.
Em 1990, esta locomotiva encontrava-se muito degradada após mais de vinte anos de imobilização, pelo que foi alvo de um programa de tratamento e reparação, para retomar a sua aparência original. Os trabalhos, que começaram em Agosto, consistiram numa peritagem, e na limpeza e beneficiação de vários componentes, como a caixa de fogo, os rodados, a caixa de fumo, o tender, o pavilhão, as conjugações, todos os equipamentos de controlo e comando, o fixe, e o corpo cilíndrico. Também foi necessário repor uma porção da chapa da parte interior da caixa de fumo. Após este processo, a locomotiva ficou apta para funcionar.

## Descrição
Esta série era constituída por 22 locomotivas, que funcionavam a óleo combustível, e que podiam atingir uma velocidade máxima de 95 km/h. Apresentavam um traço distinto do habitual entre a tracção a vapor em Portugal, mais elegante, tipicamente americano. Usavam o sistema de expansão simples. Fizeram todo o tipo de serviços, especialmente mercadorias, mas devido à sua simplicidade de funcionamento, também era frequente o seu uso em comboios de passageiros.
Ao contrário da maioria das suas congéneres em Portugal, estas locomotivas tinham uma caixa de fogo interior em aço, que eram menos dispendiosas do que as de cobre. No entanto, também se revelaram mais sensíveis à utilização de águas não tratadas, aumentando a corrosão das chapas e diminuindo a sua resistência mecânica, reduzindo o rendimento da locomotiva, e a vida útil das caldeiras. Para tentar evitar estes problemas, em 12 de Dezembro de 1949 foi aplicado na locomotiva 860 o Tratamento Interno Integral Armand, criado pelo engenheiro francês Louis Armand, e que consistia num doseador no tender da locomotiva, que misturava na água um reagente denominado complexo. Este sistema obteve um grande sucesso, tendo permitido uma redução considerável dos trabalhos de caldeiraria nas oficinas.

## Ficha técnica

### Características gerais
- Número de unidades construídas: 22[4]
- Ano de entrada ao serviço: 1945[1]
- Fim do serviço: 1969[2]
- Tipo de tracção: Vapor[1]
- Velocidade máxima: 95 km/h[5]
- Fabricantes: ALCO, oficinas da CP em Santa Apolónia e no Barreiro[1]

## Lista de material
- 855: Preservada no Museu Nacional Ferroviário, no Entroncamento.[2]
- 869: Destruída numa explosão, em Outubro de 1965.[2]